# Адміністративний поділ Словаччини
Словаччина з 1996 року ділиться на 8 країв (словац. kraje, однина словац. kraj), які називаються за назвою свого адміністративного центру.
Краї діляться на декілька округів (словац. okresy, однина словац. okres). Усього в Словаччині зараз 79 округів.
Округи діляться на громади (словац. obce), яких налічується 2 891. З них 130 є містами (словац. mestá), інші — сільськими громадами.
Останні у свою чергу діляться на кадастрові райони (словац. katastrálne územia).

## Краї Словаччини
| № | Прапор | Регіон             | адміністративний центр | Площа (місце) | Населення (місце) | Щільність (місце) | Мапа |
| - | ------ | ------------------ | ---------------------- | ------------- | ----------------- | ----------------- | ---- |
| 1 |        | Братиславський     | Братислава             | 2.053 (8)     | 599.015 (7)       | 291,8 (1)         |      |
| 2 |        | Трнавський         | Трнава                 | 4.148 (7)     | 550.103 (8)       | 132,6 (3)         |      |
| 3 |        | Тренчинський       | Тренчин                | 4.501 (6)     | 605.582 (6)       | 134,5 (2)         |      |
| 4 |        | Нітранський        | Нітра                  | 6.343 (5)     | 713.442 (3)       | 112,5 (5)         |      |
| 5 |        | Жилінський         | Жиліна                 | 6.788 (3)     | 692.332 (4)       | 102 (6)           |      |
| 6 |        | Банськобистрицький | Банська Бистриця       | 9.455 (1)     | 662.121 (5)       | 70 (8)            |      |
| 7 |        | Пряшівський        | Пряшів                 | 8.993 (2)     | 789.968 (1)       | 87,8 (7)          |      |
| 8 |        | Кошицький          | Кошиці                 | 6.753 (4)     | 766.012 (2)       | 113,4 (4)         |      |

## Див також
- ISO 3166-2:SK